# Phorotrophus congoensis
Phorotrophus congoensis là một loài tò vò trong họ Ichneumonidae.